# Ekaterina Kurakova
Ekaterina Kurakova (en russe : Екатерина Куракова, et en polonais : Jekaterina Kurakowa), née le 24 juin 2002 à Moscou, est une patineuse artistique russo-polonaise représentant la Pologne depuis 2019. Elle est septuple championne de Pologne (de 2019 à 2025).

## Biographie

### Carrière sportive
Ekaterina Kurakova commence le patinage artistique en 2006.
Elle représente la Russie dans de nombreuses compétitions juniors. Elle remporte notamment en catégorie novice  l'Open de Bavière (en) en 2014 et 2015, l'Ice Star (en) en 2014 ainsi que le trophée de Tallinn (en) la même année.
Au niveau junior, elle s'impose par deux fois sur la coupe de Toruń (en) en 2016 et 2017.
Elle prend officiellement la nationalité polonaise en 2019. Elle explique ce choix notamment en raison de la concurrence importante dans sa discipline en Russie qui ne lui permet pas de disputer assez de compétitions.
Elle participe à ses premiers Jeux olympiques en 2022 et prend la 11e place de la compétition.

## Palmarès
| Compétition                                                             | 2019    | 2020    | 2021    | 2022    | 2023    | 2024    | 2025    |  |
| Jeux olympiques d'hiver                                                 |         |         |         | 11e     |         |         |         |  |
| Championnats du monde                                                   |         | CA      | 32e     | 13e     | 16e     | 11e     | 20e     |  |
| Championnats d'Europe                                                   |         | 10e     | CA      | 4e      | 4e      | 25e     | 8e      |  |
| Championnats de Pologne                                                 | 1re     | 1re     | 1re     | 1re     | 1re     | 1re     | 1re     |  |
| Championnats du monde juniors                                           |         | 7e      | CA      |         |         |         |         |  |
|                                                                         |         |         |         |         |         |         |         |  |
| Grand Prix ISU                                                          | 2018/19 | 2019/20 | 2020/21 | 2021/22 | 2022/23 | 2023/24 | 2024/25 |  |
| Skate America                                                           |         |         |         | 9e      | 5e      | 7e      |         |  |
| Skate Canada                                                            |         |         |         |         |         |         | 9e      |  |
| Coupe de Chine                                                          |         |         |         |         | 5e      | 7e      |         |  |
| Coupe de Russie                                                         |         |         |         | 9e      |         |         |         |  |
| Trophée NHK                                                             |         |         |         |         |         |         | 11e     |  |
| Légende : CA = Compétitions annulées à cause de la pandémie de Covid-19 |         |         |         |         |         |         |         |  |